# Окороков, Виталий Алексеевич
Виталий Алексеевич Окороков (род. 17 марта 1962 года, Саратов) — советский и российский эстрадный композитор, пианист, музыкальный продюсер, автор популярных песен.

## Биография
В 1982 году окончил Саратовское музыкальное училище по классу фортепиано.
С 1982 по 1983 годы работал пианистом в ресторане «Волга» в городе Энгельсе.
В 1988 году окончил Саратовскую консерваторию по классу композиции (проф. А. Бренинг) и фортепиано (С. Вартанов).
1988 год — создал свой первый эстрадный проект — группу «Комбинация» совместно с продюсером Александром Шишининым (погиб в результате покушения в 1993 году). Являлся музыкальным руководителем группы вплоть до 1993 года, написал для группы песни, как «Два кусочека колбаски», «Бухгалтер», «American Boy» и другие.
1989 год — проходил стажировку в Московской консерватории у Тихона Хренникова.
1989 год — член Союза композиторов СССР.
1992 год — член Союза композиторов России.
1994 год — продюсер певицы Екатерины Шавриной.
Виталий Окороков начал писать симфоническую и камерную музыку.

## Песни
Песни Виталия Окорокова исполняют:
- Кабаре-дуэт «Академия»
  - «Белые цветы»
- Алёна Апина
  - «Ксюша»
- Андрей Берестенко
  - «Тебя не долюбили»
  - «Птичка»
  - «Клёны»
  - «Молодой, самостоятельный»
  - «Журавли осенние»
  - «Я без тебя»
  - «Целуй меня крепче»
  - «Мы любовь заказали»
  - «Ты застряла в области сердца»
- группа «Дюна»
  - «Костюмчик новенький»
- Ярослав Евдокимов
  - «Без вины виноватые» (В. Окороков)
  - «Белокурая колдунья» (В. Ветрова)
  - «Верочка» (текст Ю. Дружков)
  - «Вишнёвый сад» (Ю. Дружков)
  - «Горе — не горе» (В. Ветрова)
  - «Европа» (В. Окороков)
  - «За друзей» (О. Куланина)
  - «Здравствуй» — лучше, чем «Прощай» (С. Белявская)
  - «Душевная боль» (В. Цыганов)
  - «Лучик света» (Д. Григорьев)
  - «Любовь и ложь» (В. Ветрова)
  - «Не звони в колокола» (И. Резник)
  - «Не рви рубаху!» (Ю. Дружков)
  - «Огни вокзала» (С. Белявская)
  - «Подковочка» (Михаил Танич)
  - «Последний поезд» (И. Резник)
  - «Ребята» (В. Окороков)
  - «Слёзы капают» (С. Григорьев)
  - «Стоп, душа» (А. Поперечный)
  - «Там за окнами» (Ю. Дружков, Л. Мялик)
  - «32 минуты» (В. Окороков)
  - «Уходи, любовь!» (Ю. Дружков)
  - «Хорошо» (А. Поперечный)
  - «Храм Христа» (В. Окороков)
  - «Эх!» — (С. Белявская)
- Филипп Киркоров
  - «Анисья»
  - «А я тебе никто»
  - «Кристиан»
  - «Любовь-морковь»
  - «Митрофан»
  - «Мосты любви»
  - «Нас было шестеро»
  - «Наши Таньки грязи не боятся»
  - «Ну почему нельзя?»
  - «Спасибо Вам, враги мои»
  - «Сюзонн»
  - «Яшка-цыган»
- группа «Комбинация»
  - «American Boy» (текст А. Шишинин)
  - «Бухгалтер» (текст А. Апина)
  - «Два кусочека колбаски» (текст Т. Иванова, В. Окороков)
  - «Луис Альберто» (текст Б. Шифрин)
  - «Серёга» (текст В. Окороков, Ю. Дружков)
- Линда
  - «Нон-стоп» (текст Л. Мялик)
- Александр Ломинский и Алёна Водонаева
  - «Сердце ранимое»
- группа «Мегаполис»
- Лиза Мялик
  - «Маленькая мама»
- группа «На-На» «Бабушка Яга»
- Татьяна Овсиенко
  - «Гриша»
- Ирина Отиева
- Сергей Переверзев
  - «Модница»
  - «И вновь цветёт акация»
  - «Про мужиков»
  - «Слёзы капают»
- Алла Пугачёва
  - «Кристиан» (текст Александр Шаганов)
- Мила Романиди
  - «Спасибо вам, враги» (текст Илья Резник)
- Александр Серов
  - «Проклятая» (текст С. Белявская)
- Вика Цыганова
  - «Сочи»
- Сергей Челобанов
  - «О, Боже» (текст Алла Пугачёва)
  - «Поцелуй меня, девочка» (текст С. Тяпкин)
- Екатерина Шаврина
  - «Понарошку»
  - «Разлюли-малина»
  - «Судьба-судьбинушка»
  - «Три бокала тоски»
  - «Утопи меня в любви»
  - «Шрам на душе»
  - «Последняя любовь»
- Прохор Шаляпин и София Тайх
  - «Заблокированные сердца»
- группа «Лесоповал»
  - «А зона строгая…» (Михаил Танич)
  - «Тушенка» (Михаил Танич)
  - «Все будет нормально» (Михаил Танич)
  - «Новогодняя» (Михаил Танич)
  - «Двое» (Михаил Танич)
  - «Забыто все» (Михаил Танич)
  - «Страна воров» (Михаил Танич)
  - «Мне улыбнись» (Михаил Танич)
  - «Трехгорка» (Михаил Танич)

Виталий Окороков является автором около 300 эстрадных песен, изданных на 70 компакт-дисках.

## Композиторская фильмография
1. 1990 — «Мордашка»
2. 1996 — «Умереть от счастья и любви» РТР, мюзикл
3. 2003 — «Безумный день или женитьба Фигаро» НТВ
4. 2007 — «Золушка.ru» STARmedia

5. Nobody (Никто) -USA 2021 г. Universal studio, режиссёр Илья Найшуллер. саундтрек «Buhgalter» (Бухгалтер)
6. 2024 - "Комбинация", Wink, Луна-парк
7. 2024 - "Любовь Советского Союза" 
Первый канал, Фонд Кино

## Личная жизнь
- Первая жена — Светлана Наградова (умерла 16 сентября 2008 г.) — в 1990-е годы, певица под псевдонимом Виноградова, сын Алексей[4]

Вторая жена — Елена Окорокова. Трое сыновей: Алексей (2002 г. р.), Валерий (2005 г. р.), Матвей (2012 г. р.).
- Брат Роман[4].